# Félix Haffner

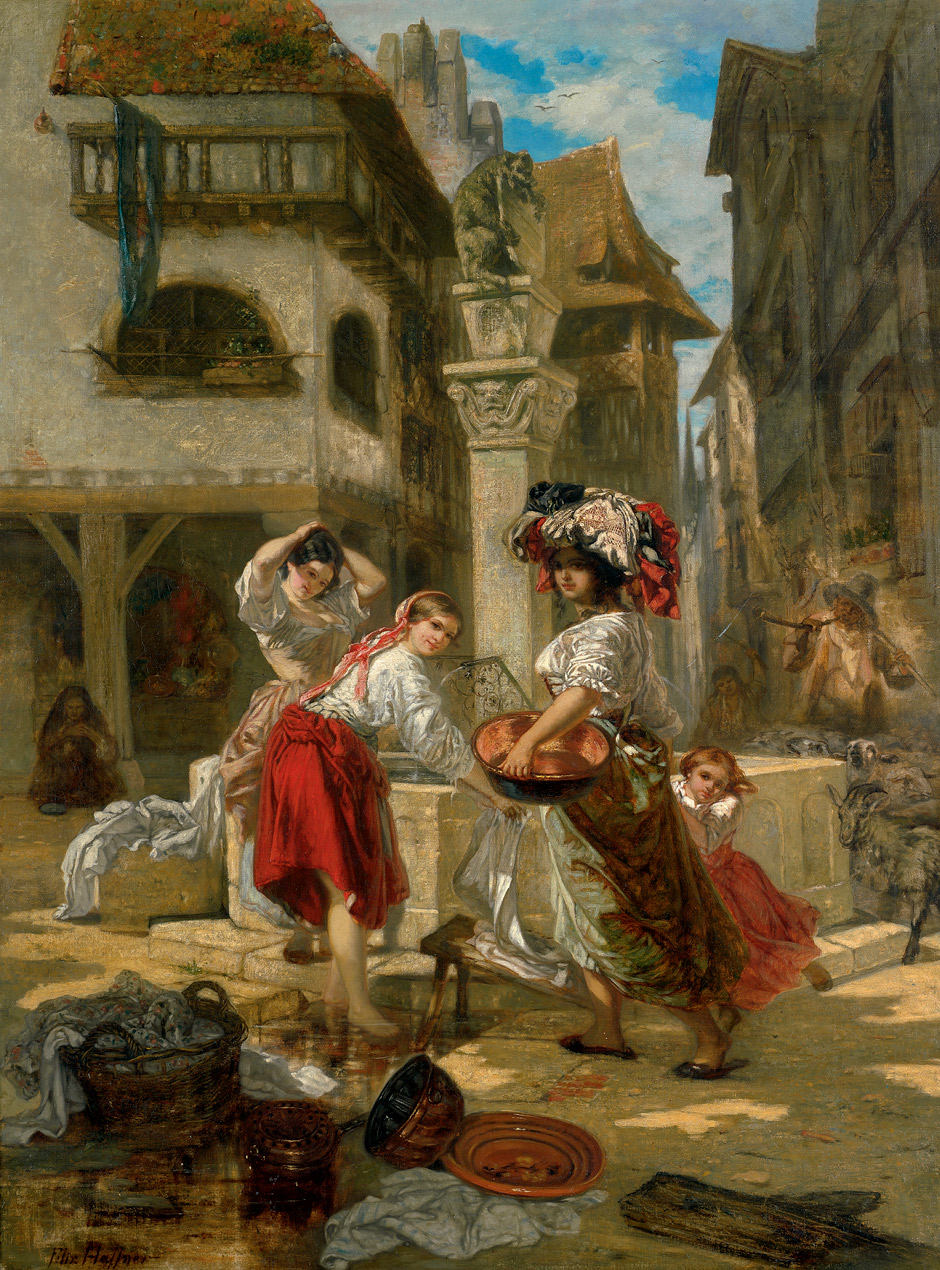
Drei Mädchen am Brunnen

François Apollinaire Félix Haffner (* 30. Mai 1818 in Straßburg; † 14. Januar 1875 in Le Mesnil-Amelot) war ein französischer Genre- und Landschaftsmaler.

## Leben
Haffner war der Sohn eines Hauptmanns der Artillerie. Er war von 1836 bis 1839 in Straßburg Schüler von Franz Josef Sandmann, danach studierte er seit dem 5. November 1839 Malerei an der Königlichen Akademie der Künste in München. 1844 besuchte er Deutschland und Spanien. Danach war er in Straßburg und seit 1871 Mesnil-Amelot tätig. Er stellte in den Jahren 1844 bis 1859 Landschafts-, Genre- und Porträtbilder im Salon de Paris aus. Neben elsässischen Volksszenen und Werken mit Ansichten aus der Umgebung Straßburgs fertigte er auch Dekoretionen für das Straßburger Rathaus sowie die Deckengemälde in den Räumen des Schlosses Géhin in Saulxures. Einige seiner Gemälde befinden sich in Colmar im Unterlinden-Museum. 1849 wurde er beim Salon de Paris mit einer Medaille 3. Klasse und 1852 mit einer Medaille 2. Klasse ausgezeichnet.